# Chrysoglossa
Chrysoglossa là một chi bướm đêm thuộc họ Notodontidae. Chi này gồm các loài sau:
- Chrysoglossa demades  (Druce, 1885)
- Chrysoglossa fumosa  Miller, 2008
- Chrysoglossa maxima  (Druce, 1897)
- Chrysoglossa mexicana  (Hering, 1925)
- Chrysoglossa norburyi  Miller, 2008
- Chrysoglossa phaethon  (Schaus, 1912)
- Chrysoglossa submaxima  (Hering, 1925)